# Strana
Strana is een plaats in de gemeente Buzet in de Kroatische provincie Istrië. De plaats telt 49 inwoners (2001).